# Brückmühle (Hannover)

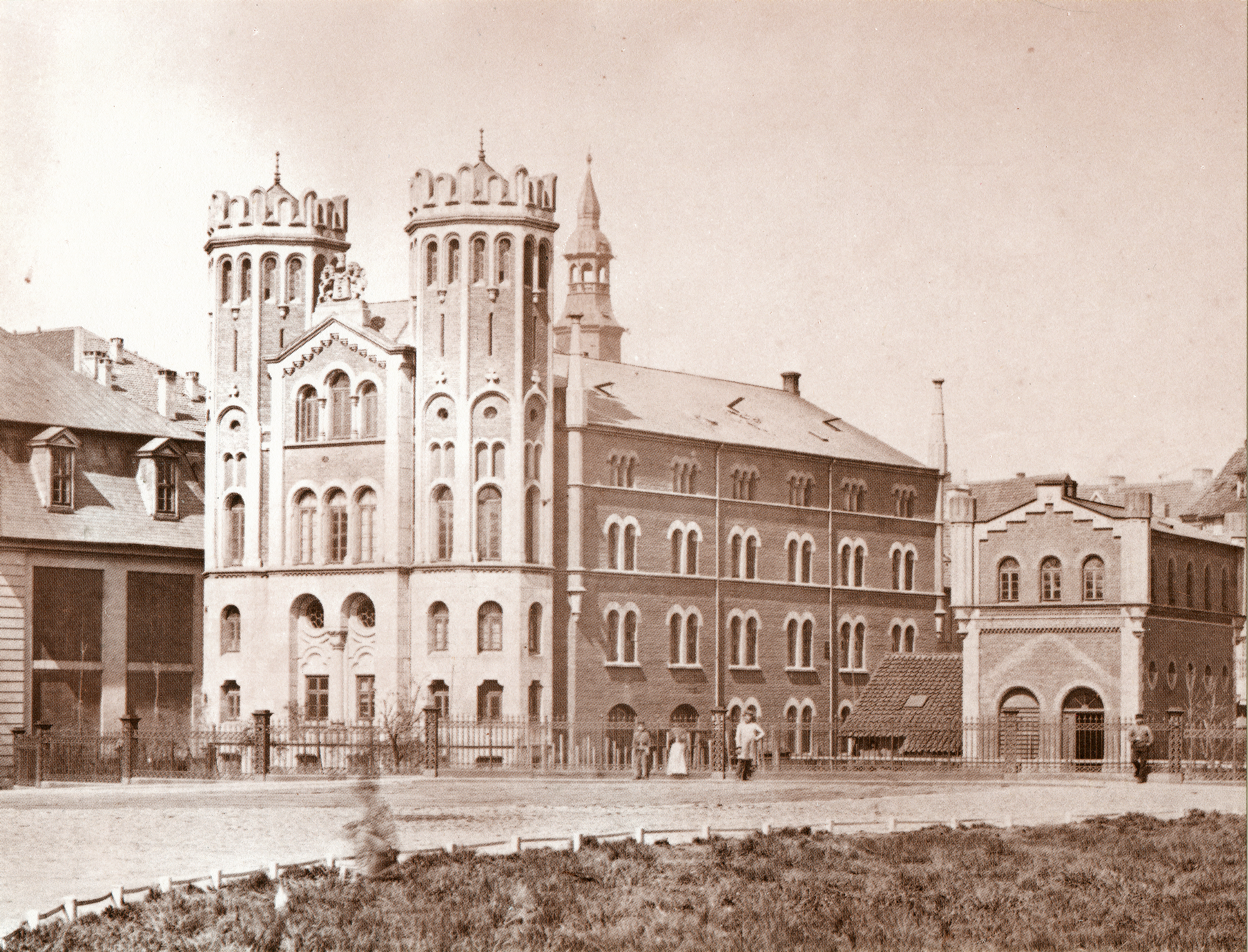
Die 1861 von Ludwig Droste im Stil einer italienisch-romanischen Kirche neu erbaute Brückmühle, links daneben das noch ursprünglich barocke Staatsarchiv Hannovers, im Hintergrund der Turm der Neustädter Hof- und Stadtkirche

Die Brückmühle in Hannover war eine von mehreren seit dem Mittelalter bekannten Wassermühlen auf dem Gebiet der späteren Landeshauptstadt Niedersachsens. Mehr als sechs Jahrhunderte diente das Bauwerk zur Versorgung der Einwohner und der Wirtschaft. Es bestand aus mehreren Mühlenbetrieben zu unterschiedlichen Zwecken.

## Geschichte

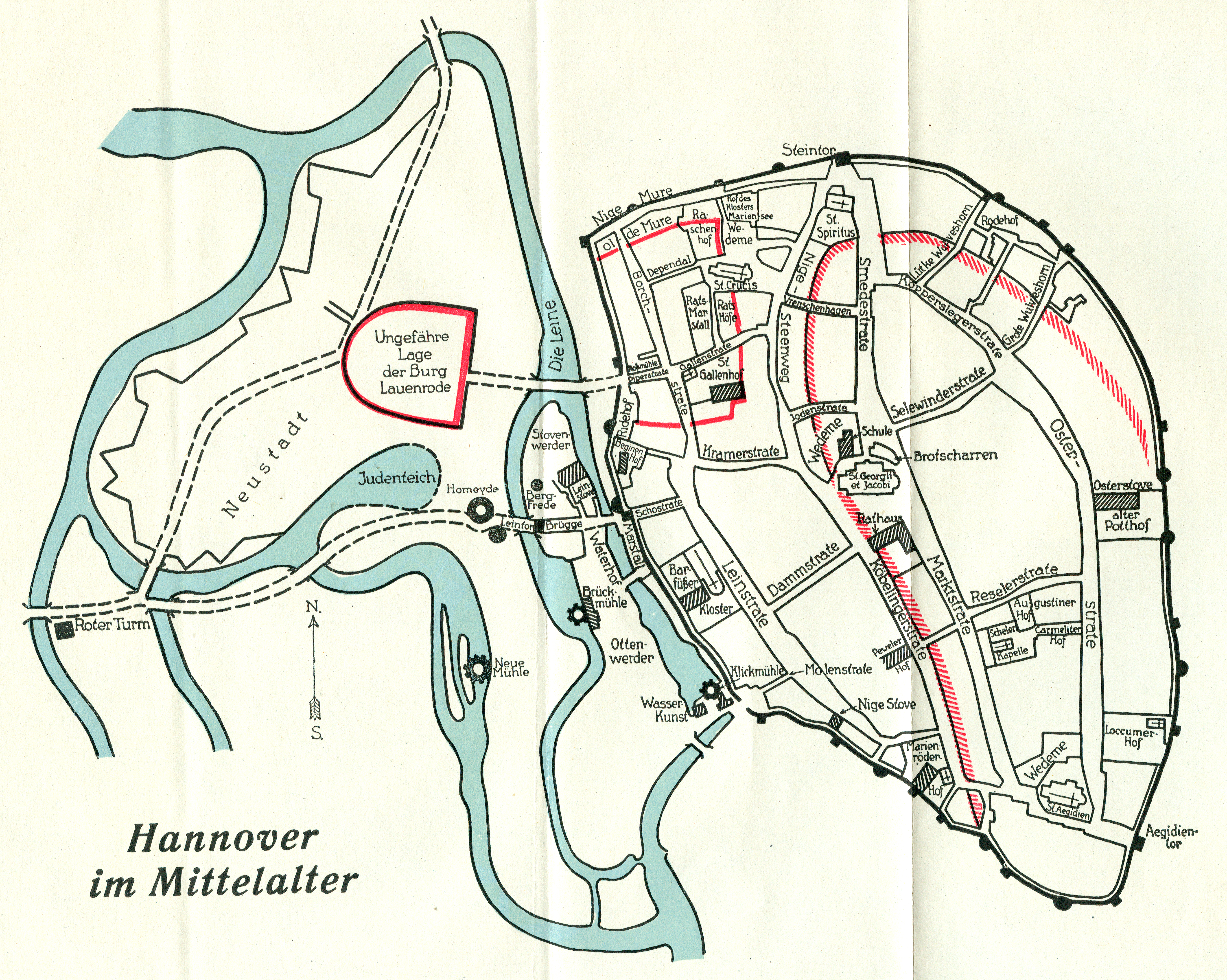
Stadtplan Hannover als Skizze „Hannover im Mittelalter“; die erst später erbaute Calenberger Neustadt (links) hatte noch mehrere Leinearme und Mühlen;

Die Brucmole juxta Honovere (Brückmühle neben Hannover) wurde urkundlich erstmals im Jahr 1329 erwähnt und lag am rechten Ufer des Leinearmes, der das sogenannte „Ottenwerder“ – die später Leineinsel Klein-Venedig genannte Insel, westlich umfloss. Die Mühle war – wie im Mittelalter üblich – zunächst ein Lehen des Herzogs und Landesherrn an die Familie von Roden. 1386 übereigneten die regierenden Herzöge Wenzeslaus, Friedrich und Bernhard das Eigentum an der Mühle dem Rat der Stadt Hannover, der mit den Erträgen die Armen im Heilig-Geist-Hospital unterstützen sollte.
Wie ähnliche Mühlen war auch die Brückmühle ein größerer Betrieb mit mehreren Produktionszweigen. Die beiden Getreidemühlen wurden gemeinsam „Raths-Kornmühle“ benannt. Hinzu kam eine 1563 zusätzlich errichtete neue Flutmühle, die im Dreißigjährigen Krieg im Jahr 1626 zur Lohmühle umgebaut wurde, nachdem dänische Soldaten zuvor die – ebenfalls städtische – Lohmühle vor dem Leinetor zerstört hatten. Zudem war bereits 1572 an die Brückmühle eine Walkmühle angebaut, mit der Wollstoffe zu wetterfesten Loden verarbeitet wurden.

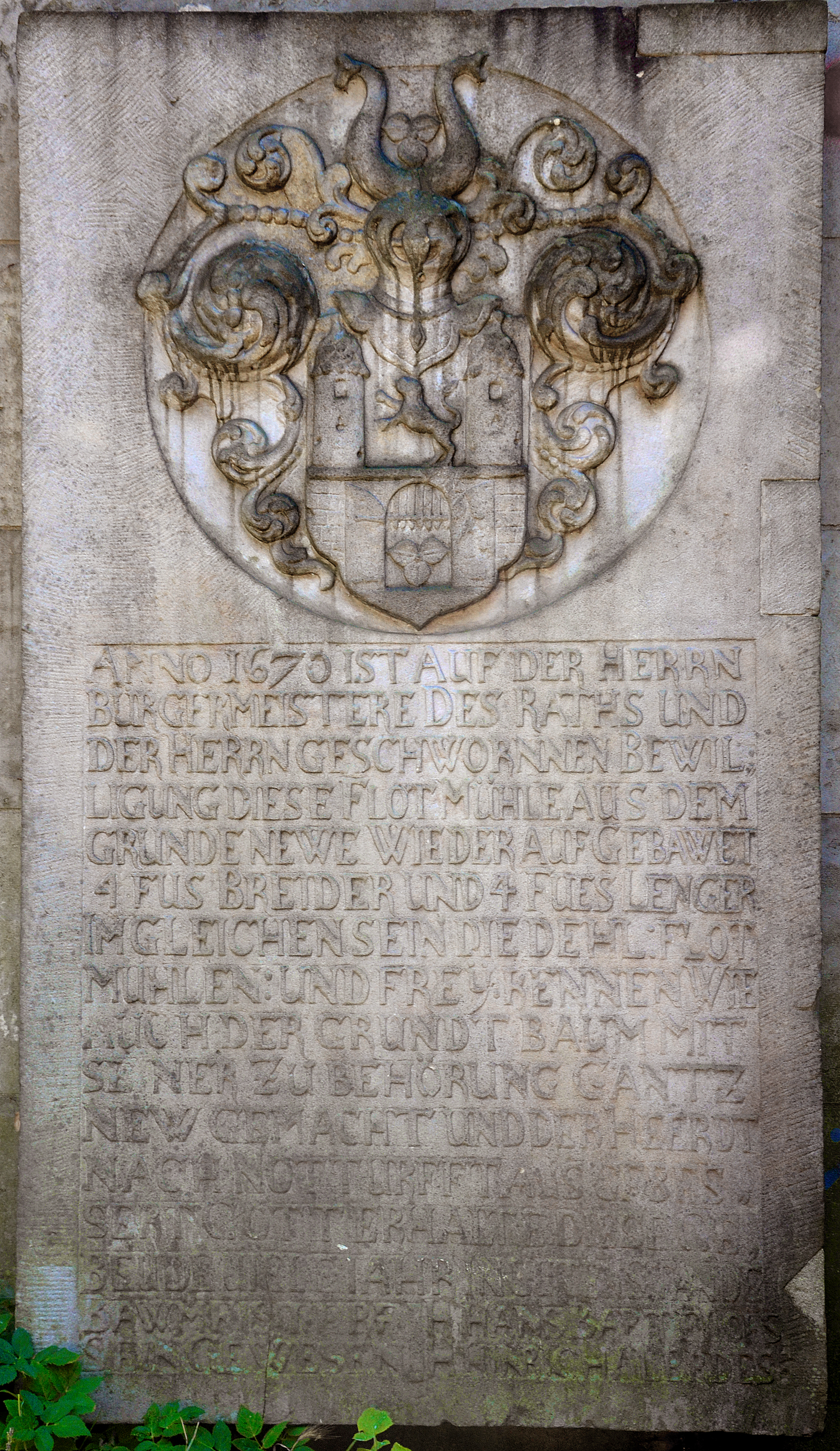
Inschriftenstein neben der Fußgängerunterquerung unter dem Friederikenplatz mit Text zum Neu- und Umbau im Jahr 1670

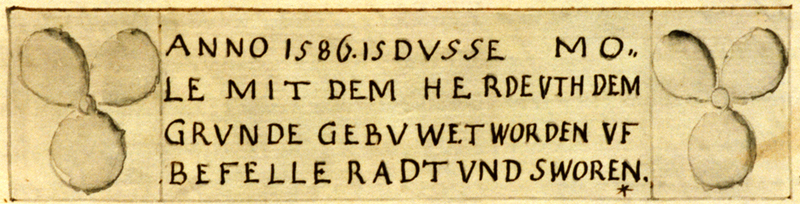
Ehemalige Inschrift über der Vordertür der Brückmühle von 1586;
(Zeichnung des Chronisten Johann Heinrich Redecker in seiner Schrift Historische Collectanea aus dem 18. Jahrhundert)

Ungefähr alle hundert Jahre musste eine Mühlenanlage wie die der Brückmühle grundlegend überholt werden. Laut hannoverschen Quellen gab es solche Renovierungen, beinahe in Form von Neubauten, in den Jahren 1578 und 1670. Zudem ist die Zeichnung eines Grundrisses von 1711 überliefert, auf der neue Mühlengänge vorgesehen waren. Wenige Jahre später beschäftigte sich der spätere Bürgermeister Christian Ulrich Grupen in seinem 1720 geschaffenen Werk Corpus bonorum civitatis mit der Brückmühle.
Zur Zeit des Königreichs Hannover war die gesamte Anlage technisch veraltet und so baufällig, dass der Rat der Stadt Hannover die Brückmühle vollständig abreißen und in den Jahren 1859 bis 1861 durch den Stadtbaumeister Ludwig Droste und Heinrich Hagen völlig neu errichten ließ. Äußerlich glich das Gebäude mit zwei Doppeltürmen nun einer italienisch-romanischen Kirche, die Fensteröffnungen waren zumeist im Rundbogenstil ausgeführt. Im Inneren entsprach die Mühle jedoch dem damals neuesten Stand der Technik. Über vier Stockwerke waren nun dreizehn Mahlgänge eingerichtet worden, die von vier sogenannten „Jovenal-Turbinen“ mit einem Sohlgefälle von 2,3 Metern angetrieben wurden.
Die Kosten für den Neubau der Brückmühle hatten rund 360.000 Mark betragen. Allerdings konnte die Stadt Hannover schon rund zwei Jahrzehnte später rund 22.800 Mark durch jährliche Pachteinnahmen verzeichnen.

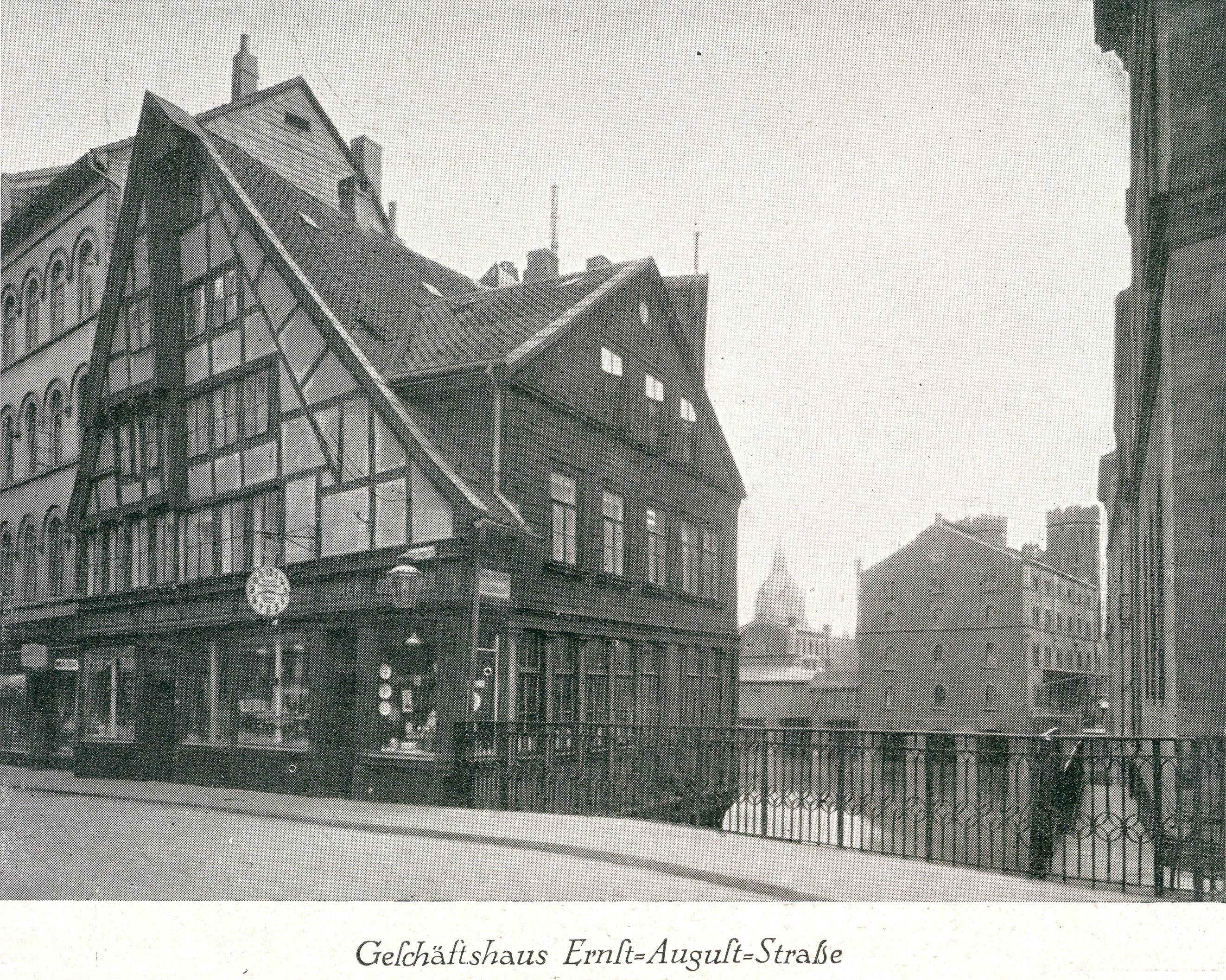
Um 1920: Blick von der Calenberger Straße Ecke Ernst-August-Straße über die Leine zur Brückmühle, im Hintergrund die Kuppel vom Neuen Rathaus der Stadt

Aus der Zeit um 1880 existiert im Historischen Museum Hannovers eine Fotografie von Karl Friedrich Wunder, die den letzten Neubau der Brückmühle an Stelle des heutigen Leibnizufers zeigt. Die Aufnahme zeigt links neben dem Gebäude das alte Hauptstaatsarchiv Hannover noch in seiner ursprünglichen barocken Gestalt, bevor es im Jahr 1889 seine heutige Form erhielt.

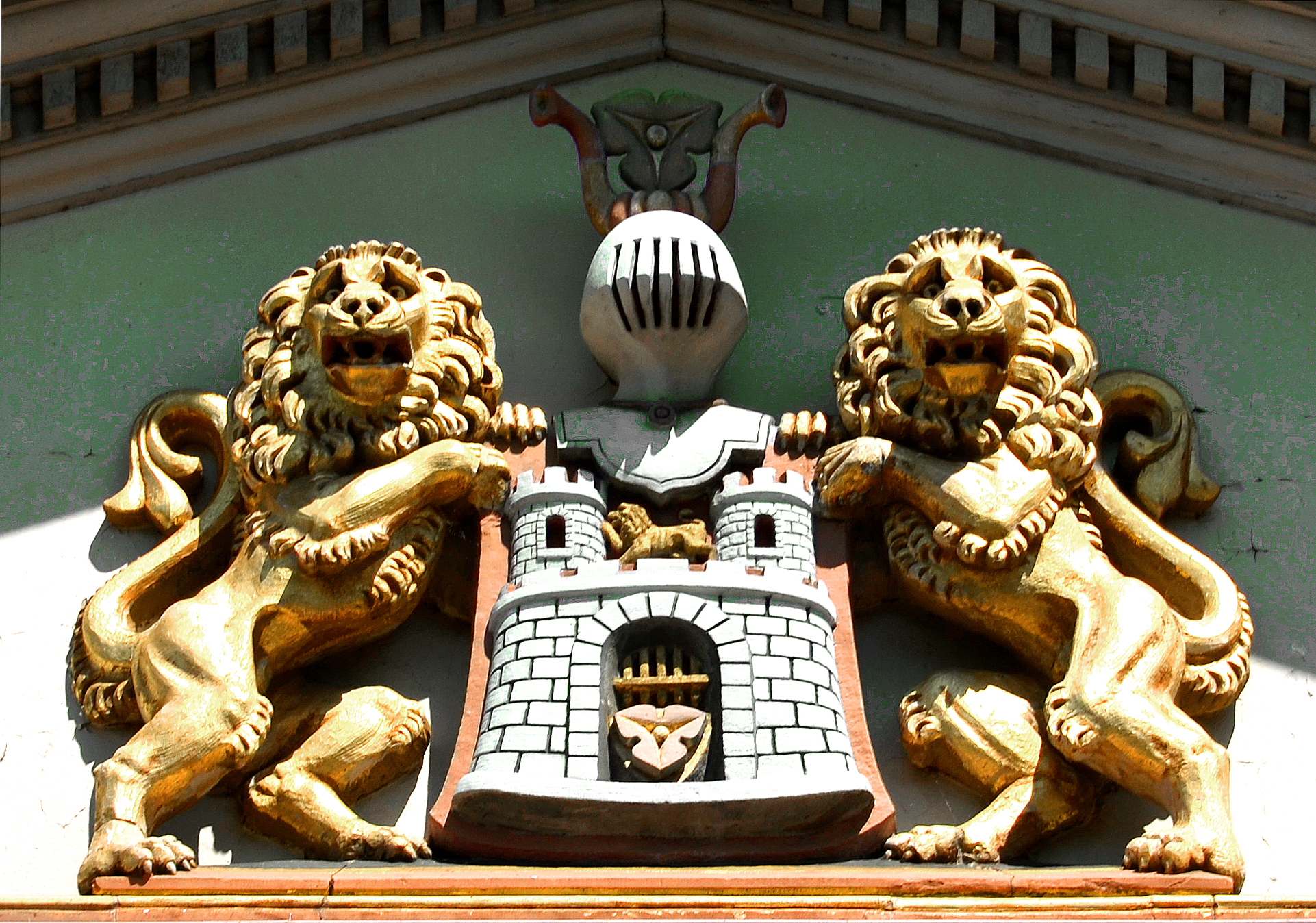
Das von der abgebrochenen Brückmühle an das Wangenheimpalais translozierte Wappen der Stadt Hannover

Im Zweiten Weltkrieg wurde die Brückmühle während der Luftangriffe auf Hannover „[...] zwar von einer Brandbombe getroffen“ und brannte aus, das Mauerwerk blieb bis auf wenige Stellen jedoch nahezu unzerstört. Dennoch ließ Stadtbaurat Rudolf Hillebrecht bei der Neuanlage der Straße Leibnizufer das gesamte Gebäude abreißen. Diese Zerstörung war nach Ansicht von Friedrich Lindau nicht notwendig; eine Verlegung der westlichen Fahrbahn um nur wenige Meter in Richtung Friederikenplatz und dem Grünstreifen vor dem Leineschloss hätte ausgereicht. Nach Lindaus Darlegung hätte zudem der neu angelegte grüne Mittelstreifen zwischen den Fahrbahnen gänzlich entfallen können, „[...] da die über ihm von Hillebrecht geplante Hochstraße zwischen Königsworther- und Friederikenplatz nie benötigt und auch nie gebaut worden ist.“ Der Bereich sei „[...] ein Beispiel für Hillebrechts überzogene Verkehrspolitik“.
Immerhin wurde das Wappen der Stadt Hannover von der Brückmühle an die wieder aufgebaute Fassade des Wangenheimpalais transloziert.